# Jevhenija Markivna Bjelorusec
Jevhenija Markivna Bjelorusec (* 1980, Kyjev) je ukrajinská umělkyně, novinářka, fotografka a překladatelka. Je spoluzakladatelka literárního a výtvarného časopisu Prostory a členka kurátorské skupiny Chudrada.

## Životopis
Narodila se v Kyjevě, její otec  je Mark Abramovič Bjelorusec. V letech 1996-2002 studovala na Kyjevské národní lingvistické univerzitě, obor německý jazyk a literatura. V letech 2003-2005 absolvovala postgraduální studium na Vídeňské univerzitě, obor rakouská literatura a filozofie. V letech 2005-2006 studovala na fotografické škole Viktora Maruščenka, kde získala diplom v oboru dokumentární fotografie.
Spolu s iniciativou Zachraňte starý Kyjev se zúčastnila protestů proti nelegální výstavbě u svého domu v ulici Hončara. V prosinci 2008 podala společnost Investiční a stavební skupina žalobu na Jevheniji Bjelorusec a její dva sousedy a obvinila je ze zničení stavebního plotu během jednoho z protestů.
V roce 2010 zvítězila v soutěži sociální fotografie pořádané britskou Královskou fotografickou společností ve spolupráci s deníkem Guardian. Fotografie byla pořízena v nouzové budově v centru Kyjeva, na ul. Gogolivska 32-A, jejíž obyvatelé čekali na přesídlení více než 20 let. Jevhenija Bjelorusec navštěvovala obyvatele domu tři roky, fotografii do soutěže poslala socioložka Anastasija Rjabčuková, se kterou uspořádaly výstavu fotografií „Gogol 32“. Výstava se konala v prosinci 2010 v Centru vizuální kultury.
V květnu 2012 se v kině Žovten konala její výstava věnovaná životu rodin osob stejného pohlaví. Od srpna 2014 opakovaně cestovala na Donbas, dokumentovala každodenní život obyvatel frontových oblastí. V roce 2016 uspořádalo Národní muzeum Tarase Ševčenka výstavu jejích fotografií „Vítězství ztracených“, věnovanou práci v dolech ve válečné zóně.
Žije a pracuje v Kyjevě a Berlíně.

## Projekty
Podle zdroje:
- Survivor’s Syndrome in Kiev
- War in Park / Krieg in Park
- Victories of the defeated
- "Please don't take my picture! Or they'll shoot me tomorrow."
- "Let's put Lenin's head back together again!"
- The Eye and the Sun
- Maidan - occupied spaces
- A Room of My Own
- Me and Her (Ya i Ona)
- Gogol St. 32
- Paradise in One Village
- Brick factory tour
- flea market
- Found Things
- Video: MOBILIZATION
- Video: Intrusion into Room 101

## Publikace
- Ščaslyvi padinnja: texty a fotografie. Charkov: IST Publishing, 2018.